# Ashrafpur Kichhauchha
Ashrafpur Kichhauchha là một thị xã và là một nagar panchayat của quận Ambedaker Nagar thuộc bang Uttar Pradesh, Ấn Độ.

## Nhân khẩu
Theo điều tra dân số năm 2001 của Ấn Độ, Ashrafpur Kichhauchha có dân số 13.420 người. Phái nam chiếm 51% tổng số dân và phái nữ chiếm 49%. Ashrafpur Kichhauchha có tỷ lệ 46% biết đọc biết viết, thấp hơn tỷ lệ trung bình toàn quốc là 59,5%: tỷ lệ cho phái nam là 54%, và tỷ lệ cho phái nữ là 37%. Tại Ashrafpur Kichhauchha, 21% dân số nhỏ hơn 6 tuổi.